# 朴宝英
朴寶英（韓語：박보영，1990年2月12日—），韓國女演員。毕业于檀國大學戲劇電影學系。

## 个人经历

### 成長經歷
朴寶英來自軍人家庭，父親是一位在特種部隊黑豹大隊的主任元士。

### 演艺经历
朴宝英首次亮相于2006年的高中电视连续剧《秘密的校园》，和新人李敏镐一起出演。她的职业生涯早期阶段值得注意的项目包括历史巨作《王和我》，获得皮博迪奖的青少年戏剧《丛林的鱼》，李铉升导演的以人权为主题的多段式电影《如果你是我》。
朴宝英在和车太铉主演喜剧《急速丑闻》后成名，该片吸引了830万观众，成为2008年韩国头号热门影片和历史上最佳票房之一。 朴宝英作为一个易怒少年母亲的角色被《綜藝》形容为“优秀”，她备受称赞的表现横扫2009年最佳新人女演员奖。
然而在2010年，她开始参与了一系列与她当时的管理机构和电影制作公司的法律纠纷，导致她忙于诉讼，在未来数年无法工作。
2011年，她被指定为富川国际幻想电影节的宣传大使（称为“PiFan Lady”）。
2012年朴宝英终于结束了为期四年的缺席，领衔主演恐怖惊悚片《不明影像》。那年晚些时候，她在幻想浪漫电影《狼少年》中宋仲基的女主角。它吸引超过700万观众，成为有史以来最成功的韩国情节剧之一。 她在影片中饰演的角色演唱的歌曲《我的王子》被发布为单曲，收录在电影配乐中。
2013年，朴宝英参加了现实纪录片节目《丛林的法则》，與喜剧演员金炳万和一些名人在新西兰荒野探索并求生。

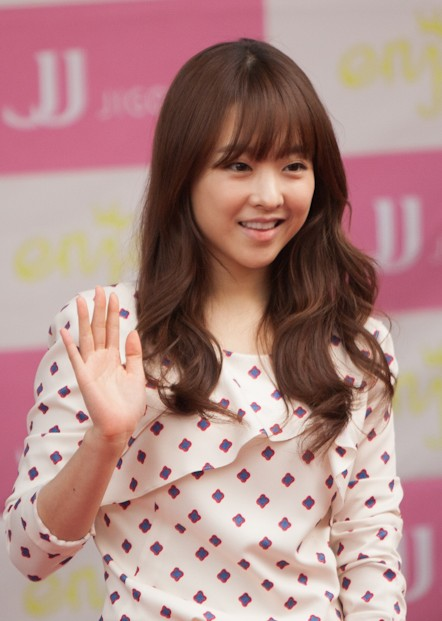
2018年12月14日簽名會的朴寶英

2014年，朴宝英主演《热血沸腾的青春》，一部设定在20世纪80年代的青春浪漫喜剧。与以往甜蜜、天真的角色不同，她在片中饰演一位霸气十足、爱说脏话的大姐头。出生在忠清北道的朴宝英称她用南方方言骂人很开心，但她发现很难掌握，结果说的是全罗道和忠清道方言的混合。
2015年，朴宝英主演神秘惊悚片《京城学校》，剧情设定在朝鮮日治時期的一所女子寄宿学校。 随后她在浪漫喜剧《Oh 我的鬼神君》中扮演双重角色，这是她時隔七年回歸小螢幕的作品。同年与好友李光洙共同主演了电影《突然變異》并且以此电影获得第36届韩国青龙电影奖人气奖。
2017年，朴寶英主演《大力女子都奉順》，該劇改編自同名韓國漫畫，以力氣大的女生都奉順為中心，結合幻想、喜劇、動作等元素，展開的有趣故事。首播收視率為3.829%，創下JTBC電視台的劇集首播第一高的收視成績（後被《Man to Man》4.055% 超越），更在第十集以9.668%的收視率刷新了JTBC歷代劇集最高收視紀錄，勝過2012年播出的周末劇《無子無懮》，位列JTBC自製劇收視第1名（後被同編劇之作《有品位的她》 12.065% 超越）。其劇中與朴炯植的CP合作更掀起超高話題熱度。
2018年，朴寶英主演《婚禮的那一天》，與國民暖男金英光，攜手共譜初戀羅曼史！他們高中時年少懵懂的純純愛戀，經過長達十年的磨合，期間感情不斷地變化，從心碎爭執、失戀痛苦直到重新戀愛，不斷重複糾纏在一起。
2019年，朴寶英主演《Abyss》，與安孝燮攜手合演，講述超頂尖的美女檢察官與奇醜無比的大醜男，因為一個可以讓靈魂重生的寶珠「Abyss」，讓他們的外貌改變，分別變成一個超級平凡女和花美男，並展開一段人生和愛情都重啟的奇幻故事。同年11月，朴寶英於直播中向粉絲宣佈因要治療手臂舊患而停工。12月，朴寶英宣佈不再與合作十年的經紀公司Fides Spatium續約。
2020年，2月11日，BH娛樂公司宣佈與朴寶英簽訂了專屬合約。
2021年，朴寶英主演《某一天滅亡來到我家門前》，與徐仁國合作，講述萬物消失的源頭—滅亡和爲了不死亡而簽下生命契約的人類卓東景，兩人之間發生的致命限定100天的奇幻浪漫劇。4月26日，以boyoung0212_official為使用者名稱加入Instagram，該帳號由BH娛樂公司與朴寶英本人經營。
2023年，朴寶英主演Netflix網路劇《精神病房也會迎來清晨》。

## 個人生活
朴寶英與圈内至親好友李光洙住在同一社區。朴寶英透露和李光洙常常聚在一起吃飯，私下關係很要好。 李光洙亦表示兩人的關係就像一家人一樣，家人也互相熟悉。因為李光洙的關係，朴寶英和李光洙的女友李先彬關係也很好。2019年9月，寶英给李先彬、林周焕的新劇送去應援咖啡車。李先彬回覆：「我們的寶布利姐姐送上了感動的禮物 ！姐姐我愛你 ！」
趙Line（趙寅成兄弟幫）成員中，趙寅成、李光洙、金宇彬、車太鉉、金基邦和林周煥都和朴寶英有好交情。朴寶英也曾分别為車太鉉、李光洙、林周焕的新劇送去應援餐車。亦與趙寅成、李光洙、車太鉉、都敬秀出席金基邦的婚禮。偶爾也會和趙寅成、李光洙、金基邦聚餐。朴寶英亦提到：「在演員中，我能夠敞開心扉談論自己的事情和苦衷的人，好像只有李光洙、車太鉉、金基邦前輩，對這幾位沒有隱瞞，心裏話全都說了。」朴寶英參加《叢林的法則》時，李光洙和金基邦特別錄了應援影片為她加油。
朴寶英經常對弱勢族群提供幫助，如捐贈物資或捐款等，並自2013年起，在首爾兒童醫院擔任了10年以上的志工，為了避免引發誤會，與醫院約定直到2023年做滿十年才對外公開。

## 演出作品

### 電視劇
| 年份   | 電視臺  | 劇名                       | 角色           | 備註     |
| 2006   | EBS     | 《秘密的校園》             | 車雅朗         |          |
| 2007   | SBS     | 《魔女由熙》               | 馬由熙         | 少年     |
| 2007   | SBS     | 《奔跑吧鯖魚》             | 芯晴           |          |
| 2007   | SBS     | 《王和我》                 | 廢妃尹氏       | 少年     |
| 2008   | KBS2    | 《叢林的魚》               | 李恩秀         |          |
| 2008   | KBS2    | 《最强七友》               | 宇莹           | 客串     |
| 2008   | SBS     | 《明星的戀人》             | 李瑪麗         | 少年     |
| 2015   | tvN     | 《Oh 我的鬼神君》          | 羅奉仙         | 主演     |
| 2017   | JTBC    | 《大力女子都奉順》         | 都奉順         | 主演     |
| 2019   | tvN     | 《Abyss》                  | 高世妍／李美島 | 主演     |
| 2021   | tvN     | 《某一天滅亡來到我家門前》 | 卓東景         | 主演     |
| 2023   | Netflix | 《精神病房也會迎來清晨》   | 鄭多恩         | 主演     |
| 2023   | JTBC    | 《大力女子姜南順》         | 都奉順         | 特別出演 |
| 2024   | Disney+ | 《照明商店》               | 權永芝         | 主演     |
| 2025   | Netflix | 《我們的浪漫電影》         | 金武飛         | 主演     |
| 2025   | tvN     | 《未知的首爾》             | 柳未知／柳未來 | 主演     |
| 待公布 | Disney+ | 《黃金樂園》               |                | 主演     |

### 電影
| 年份 | 片名                       | 角色           | 備註           |
| 2005 | 《Equal》                  |                | 短片           |
| 2008 | 《我們學校有ET》           | 韩宋伊         |                |
| 2008 | 《超感覺情侶》             | 李涵堇         |                |
| 2008 | 《急速醜聞》               | 黃靜楠／南靜楠 |                |
| 2009 | 《視線1318》               | 熙秀           | 短片《接力赛》 |
| 2011 | 《里約大冒險》             | 珠儿           | 動畫配音       |
| 2012 | 《鍵到鬼》                 | 世熙           |                |
| 2012 | 《狼少年》                 | 金純伊／恩珠   |                |
| 2013 | 《The Snow Queen》         | Gerda          | 動畫配音       |
| 2014 | 《熱戀年代》               | 朴英淑         |                |
| 2015 | 《京城學校：失蹤的少女們》 | 車珠蘭         |                |
| 2015 | 《突然變異》               | 朱真           |                |
| 2015 | 《菜鳥的逆襲》             | 都羅熙         |                |
| 2018 | 《婚禮的那一天》           | 桓勝熙         |                |
| 2023 | 《水泥烏托邦》             | 朱慏和         |                |

### MV
| 年份 | 歌名                                                                 | 演唱者與合作對象                                          |
| ---- | -------------------------------------------------------------------- | --------------------------------------------------------- |
| 2007 | 《如此難過 （页面存档备份，存于）》《之所以 （页面存档备份，存于）》 | 具正賢（與丁一宇、白成鉉、）                              |
| 2007 | 《美麗的今日 （页面存档备份，存于）》                                | Fly To The Sky（與姜河那、宮崎葵）                        |
| 2007 | 《非所有》-電視劇《王與我》OST                                       | Brown Eyed Girls & Maydoni                                |
| 2008 | 《愛情和友情之間 （页面存档备份，存于）》                            | 朴慧京（與韓宥伊）                                        |
| 2008 | 《心阿拜託》                                                         | YURI                                                      |
| 2008 | 《金槍魚泡菜ET》-電影《我們學校的ET》OST                             | 金秀路                                                    |
| 2011 | 《只有我不知道的故事 （页面存档备份，存于）》                        | IU                                                        |
| 2011 | 《Fiction （页面存档备份，存于）》                                   | BEAST                                                     |
| 2013 | 《悲傷約定 （页面存档备份，存于）》                                  | SPEED（與池昌旭、河錫鎮、金英浩、孫娜恩、鄭少英、崔智妍） |
| 2013 | 《It's Over （页面存档备份，存于）》                                 | SPEED（與池昌旭）                                         |

## 音樂作品

### 韓國音樂著作權協會登記編號
| 登記名稱      | 登記編號 | 曲目列表 |
| 박보영/도토리 | 10032306 | [ 46 ]   |

### 演唱作品
| 年份 | 歌名               | 演唱者         | 备注                    |
| ---- | ------------------ | -------------- | ----------------------- |
| 2008 | 《Era of Freedom》 | 朴宝英         | 《非常主播》原声带      |
| 2012 | 《My Prince》      | 朴宝英         | 《狼少年》原声带        |
| 2013 | 《It's Over》      | SPEED 与朴宝英 | 《Superior Speed》专辑  |
| 2014 | 《Boiling Youth》  | 朴宝英         | 《熱戀年代》原声带      |
| 2015 | 《Leave 離開》     | 朴宝英         | 《Oh 我的鬼神君》原声带 |
| 2018 | 《Listen To Me》   | 朴寶英         | 《婚禮的那一天》原聲帶  |

## 綜藝節目
| 年份 | 日期            | 節目                          | 電視台 | 備註     |
| ---- | --------------- | ----------------------------- | ------ | -------- |
| 2013 | 3月8日－5月10日 | 《叢林的法則第三季—紐西蘭篇》 | SBS    | 固定嘉賓 |

## 獎項
| 年份 | 颁奖礼                        | 奖项                                     | 作品                     | 结果 | 参                   |
| ---- | ----------------------------- | ---------------------------------------- | ------------------------ | ---- | -------------------- |
| 2007 | SBS演技大賞                   | 女童星獎                                 | 《王和我》               | 獲獎 |                      |
| 2009 | 第6屆MaxMovie最佳電影獎       | 新人獎                                   | 《急速醜聞》             | 獲獎 |                      |
| 2009 | 第45屆百想藝術大賞            | 電影部門女子新人演技獎                   | 《急速醜聞》             | 獲獎 |                      |
| 2009 | 第45屆百想藝術大賞            | 電影部門人氣獎                           | 《急速醜聞》             | 獲獎 |                      |
| 2009 | 第2屆韓國青年獎               | 電影部門大獎                             | 《急速醜聞》             | 獲獎 |                      |
| 2009 | 第29屆韩国电影评论家协会奖    | 新人女演員獎                             | 《急速醜聞》             | 獲獎 |                      |
| 2009 | 第46屆大鐘獎                  | 新人女演員獎                             | 《急速醜聞》             | 提名 |                      |
| 2009 | 第46屆大鐘獎                  | 女子人氣獎                               | 《急速醜聞》             | 獲獎 |                      |
| 2009 | 第17屆大韓民國文化演藝大獎    | 電影演員部門 新人獎                      | 《急速醜聞》             | 獲獎 |                      |
| 2009 | 第4屆安德烈·金最佳明星獎      | 明星獎                                   | 《急速醜聞》             | 獲獎 |                      |
| 2009 | 第5屆大韓民國大學電影節       | 新人女演員獎                             | 《急速醜聞》             | 獲獎 | [ 47 ]               |
| 2009 | 第30屆青龍電影節              | 新人女演員獎                             | 《急速醜聞》             | 獲獎 | [ 48 ] [ 49 ] [ 50 ] |
| 2009 | 第32屆黃金攝影獎              | 新人女演員獎                             | 《急速醜聞》             | 獲獎 |                      |
| 2009 | 第12屆導演選擇獎              | 新人女演員獎                             | 《急速醜聞》             | 獲獎 | [ 51 ] [ 52 ] [ 53 ] |
| 2012 | 第49届世界储蓄日              | 财政主席奖                               | 不適用                   | 獲獎 |                      |
| 2012 | 第4届皮尔森电影节             | 最佳女演员                               | 《狼少年》               | 獲獎 | [ 54 ] [ 55 ]        |
| 2013 | 第49届百想艺术大赏            | 电影人气赏                               | 《狼少年》               | 提名 |                      |
| 2013 | 第7届Mnet 20's選擇獎          | 20's最佳電影女星                         | 《狼少年》               | 獲獎 |                      |
| 2013 | 第11届韩国珠宝奖              | 最佳珠宝小姐                             | 不適用                   | 獲獎 | [ 56 ] [ 57 ]        |
| 2014 | 第50届百想艺术大赏            | 人氣獎                                   | 《熱血沸騰的青春》       | 提名 |                      |
| 2014 | 第16届首尔国际青少年电影节    | 最佳青年女演员                           | 《熱血沸騰的青春》       | 提名 |                      |
| 2014 | 第22届韩国文化和娱乐奖        | 电影女演员 优秀奖                        | 《熱血沸騰的青春》       | 獲獎 |                      |
| 2015 | 第52屆大鐘奬                  | 人氣女演員                               | 不適用                   | 提名 |                      |
| 2015 | 第36屆青龍電影獎              | 人氣明星賞                               | 《突然變異》             | 獲獎 |                      |
| 2015 | 第4屆大田電視劇節             | 中篇電視劇 女子優秀演技獎                | 《Oh 我的鬼神君》        | 獲獎 |                      |
| 2016 | 第4屆DramaFever Awards        | 最佳女演員獎                             | 《Oh 我的鬼神君》        | 獲獎 |                      |
| 2016 | tvN10 Awards                  | 最佳化學反應獎（與金瑟琪）               | 《Oh 我的鬼神君》        | 獲獎 |                      |
| 2016 | tvN10 Awards                  | 浪漫喜劇Queen獎                          | 《Oh 我的鬼神君》        | 提名 |                      |
| 2016 | tvN10 Awards                  | 最佳親吻獎（與曹政奭）                   | 《Oh 我的鬼神君》        | 提名 |                      |
| 2017 | 第53屆百想藝術大賞            | 電視部門女子最優秀演技賞                 | 《大力女子都奉順》       | 提名 |                      |
| 2017 | 第53屆百想藝術大賞            | 電視部門女子人氣賞                       | 《大力女子都奉順》       | 提名 |                      |
| 2017 | 第12屆首爾國際電視節          | 韓流連續劇女子演技獎                     | 《大力女子都奉順》       | 獲獎 |                      |
| 2017 | 第1屆The Seoul Awards         | 電視部門最佳女演員                       | 《大力女子都奉順》       | 獲獎 |                      |
| 2017 | 第17屆韓國廣告商協會大賞      | Best Advertising Model年度最佳廣告代言人 | 不適用                   | 獲獎 |                      |
| 2017 | 第8屆韓國大眾文化藝術獎       | 文化體育觀光部長官表彰                   | 不適用                   | 獲獎 |                      |
| 2018 | 第13屆Soompi年度頒獎禮        | 最佳情侶（與朴炯植）                     | 《大力女子都奉順》       | 獲獎 |                      |
| 2018 | 第2屆The Seoul Awards         | 電影部門最佳女演員                       | 《婚禮的那一天》         | 提名 |                      |
| 2023 | 第32屆釜日電影獎              | 年度明星獎                               | 《水泥烏托邦》           | 獲獎 |                      |
| 2023 | 第8届伦敦东亚电影节           | 最佳演员奖                               | 《水泥烏托邦》           | 獲獎 | [ 58 ]               |
| 2023 | 第44届青龙电影奖              | 最佳女主角                               | 《水泥烏托邦》           | 提名 |                      |
| 2023 | 第44届青龙电影奖              | 人气明星奖                               | 《水泥烏托邦》           | 獲獎 |                      |
| 2024 | 第3屆青龍系列大獎             | 電視劇部門 女主角獎                      | 《精神病房也會迎來清晨》 | 獲獎 |                      |
| 2024 | 第6屆亞洲內容大獎             | 最佳女主角獎                             | 《精神病房也會迎來清晨》 | 提名 |                      |
| 2025 | 第7屆亞洲內容大獎&全球OTT大獎 | 最佳女主角                               | 《未知的首尔》           | 待定 | [ 59 ]               |

## 外部連結
- 朴寶英的Instagram帳戶
- 朴寶英 （页面存档备份，存于）在Cyworld的頁面 
- 朴寶英 （页面存档备份，存于）的Daum Fan Cafe頁面 
- 朴寶英 的Weverse頻道 
- 朴寶英 （页面存档备份，存于）的V Live頻道 
- 朴宝英在HanCinema的頁面（英文）
- 朴宝英在互联网电影资料库（IMDb）上的資料（英文）